# Supernova vicina alla Terra

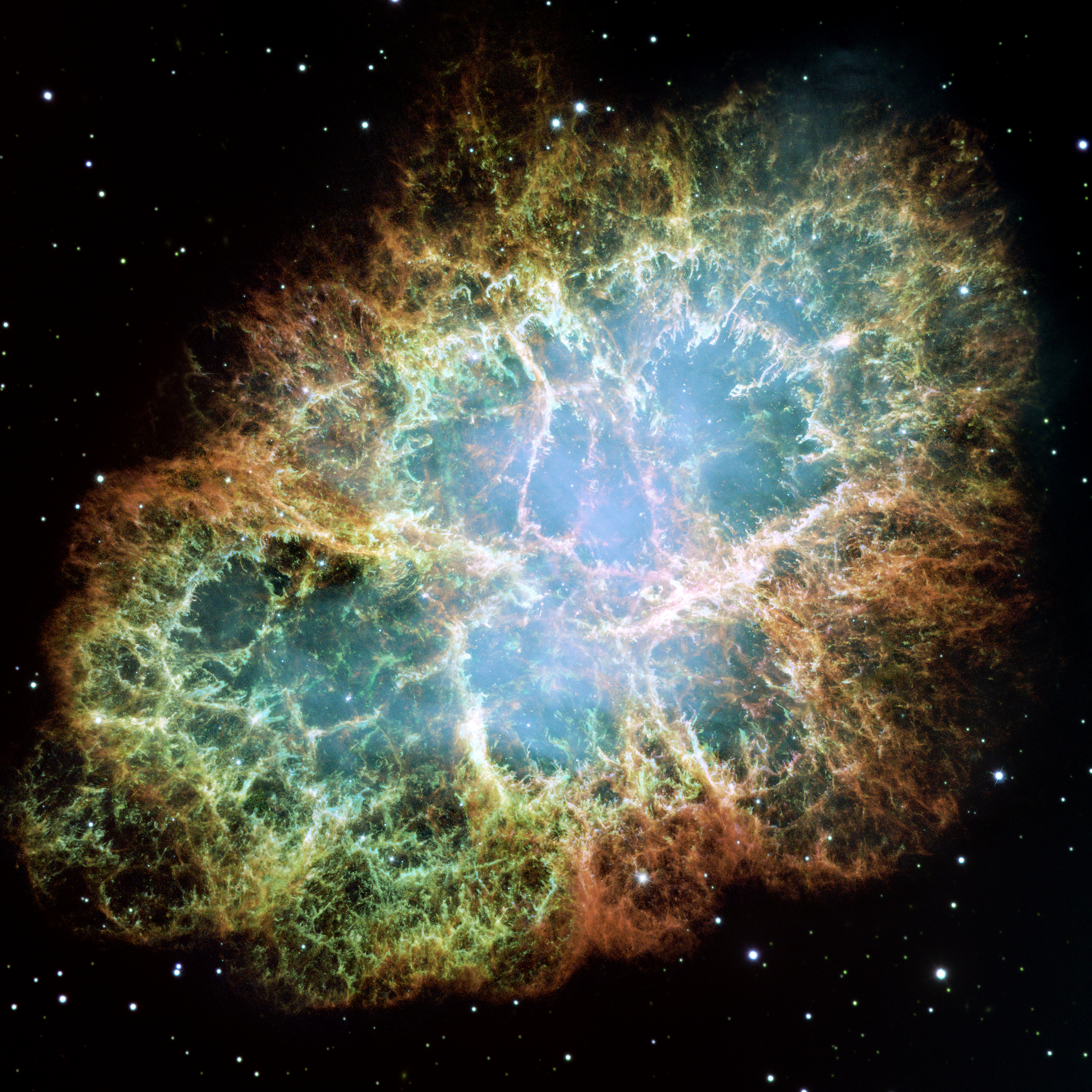
La Nebulosa del Granchio è un Plerione associato alla supernova 1054. Si trova a circa 6500 anni luce dalla Terra.

Una supernova vicina alla Terra è un'esplosione derivante dalla morte di una stella (supernova) che si verifica abbastanza vicino alla Terra, all'incirca ad una distanza da meno di 10 a 300 parsec (da 30 a 1000 anni luce) tale da avere effetti evidenti sulla biosfera terrestre.
Storicamente, ogni esplosione di supernova vicina alla Terra è stata associata a un riscaldamento globale di circa 3-4 °C (5-7 °F). Si stima che nel corso degli ultimi 11 milioni di anni siano avvenute 20 esplosioni di supernove nel raggio di 300 pc dalla Terra. Si prevede che si verifichino esplosioni di supernove di tipo II nelle regioni attive che formano le stelle, con 12 di queste associazioni OB situate nel raggio di 650 pc dalla Terra. Al momento, ci sono sei candidate supernove vicino alla Terra entro 300 pc.

## Effetti sulla Terra
In media, un'esplosione di supernova si verifica entro 10 parsec (33 anni luce) dalla Terra ogni 240 milioni di anni. I raggi gamma sono responsabili della maggior parte degli effetti avversi che una supernova può avere su un pianeta terrestre vivente. Nel caso della Terra, i raggi gamma inducono la radiolisi dell'azoto e ossigeno biatomico (N2 e O2) nell'atmosfera superiore, convertendo azoto molecolare e ossigeno in ossidi di azoto, esaurendo lo strato di ozono abbastanza da esporre la superficie a dannose radiazioni solari e cosmiche (principalmente ultravioletti). Le comunità di fitoplancton e la barriera corallina verrebbero particolarmente colpite, il che potrebbe distruggere seriamente la base della catena alimentare marina.
Odenwald ha evidenziato i possibili effetti di una supernova causata da Betelgeuse sulla Terra e sui viaggi umani nello spazio, in particolare gli effetti del flusso di particelle cariche che raggiungerebbero la Terra circa 100000 anni dopo il lampo di luce iniziale, e le altre radiazioni elettromagnetiche prodotte dall'esplosione.

## Rischio per tipo di supernova
| Nome stella | Distanza (pc) | Massa (M☉) |
| ----------- | ------------- | ---------- |
| IK Pegasi   | 46            | 1,65/1,15  |
| Spica       | 80            | 10,25/7,0  |
| Alfa Lupi   | 141           | 10,1       |
| Antares     | 169           | 12,4/10    |
| Betelgeuse  | 197           | 7,7–20     |
| Rigel       | 264           | 18         |

La speculazione sugli effetti di una supernova vicina alla Terra si concentra spesso su grandi stelle come candidate per una supernova di tipo II. Diverse stelle di rilievo entro poche centinaia di anni luce dal Sole sono candidate per diventare supernove entro un lasso temporale di appena un millennio. Anche se sarebbero spettacolari da vedere, se esplodessero queste supernove "prevedibili", si ritiene che abbiano scarse possibilità di influenzare la Terra.
Si stima che una supernova di tipo II più vicina di 8 parsec (26 anni luce) distruggerebbe più della metà dello strato di ozono terrestre. Tali stime si basano sulla modellistica atmosferica e sul flusso di radiazione misurato proveniente da SN 1987A, una supernova di tipo II nella Grande Nube di Magellano. Le stime del tasso di insorgenza di supernova entro 10 parsec della Terra variano da 0,05-0,5 per miliardo di anni a 10 per miliardo di anni. Numerosi studi ipotizzano che le supernove siano concentrate nei bracci a spirale della galassia e che le esplosioni di supernova vicine al Sole di solito avvengano durante i circa 10 milioni di anni che il Sole impiega per passare attraverso una di queste regioni.  Esempi di supernove esplose relativamente vicine sono il residuo della supernova delle Vele (circa 800 al, 12 000 anni fa) e Geminga (circa 550 al, 300 000 anni fa).
Si ritiene che le supernove di tipo Ia siano potenzialmente le più pericolose se si verificano abbastanza vicine alla Terra. Siccome tali supernove derivano da stelle nane bianche fioche e comuni, è probabile che una supernova in grado di influenzare la Terra si verifichi in modo imprevedibile e abbia luogo in un sistema stellare non ancora ben studiato. La candidata più vicina conosciuta è IK Pegasi. Attualmente si stima, tuttavia, che quando potrebbe diventare una minaccia, la sua velocità in relazione al sistema solare avrà portato IK Pegasi a una distanza di sicurezza.

## Eventi passati
I prodotti derivati di isotopi radioattivi di breve durata mostrano che una supernova vicina ha contribuito a determinare la composizione del sistema solare 4,5 miliardi di anni fa, e potrebbe anche aver innescato la formazione stessa di questo sistema. La produzione di elementi pesanti da parte della supernova nel corso di periodi astronomici alla fine rese possibile la chimica della vita sulla Terra.
Le supernove del passato potrebbero essere rilevabili sulla Terra sotto forma di firme di isotopi metallici negli strati rocciosi. In base a ciò, i ricercatori dell'Università Tecnica di Monaco di Baviera hanno riportato un arricchimento del ferro-60 nelle rocce di acque profonde dell'Oceano Pacifico. Ventitré atomi di questo isotopo del ferro sono stati trovati nello strato superiore di 2 cm di crosta (questo strato corrisponde all'epoca che va dai 13,4 milioni di anni fa ad oggi).
Si stima che la supernova debba essere esplosa negli ultimi 5 milioni di anni, oppure l'evento avrebbe dovuto accadere molto vicino al sistema solare per tenere conto di così tanto ferro-60 ancora presente. Una supernova che si fosse verificata così vicina avrebbe probabilmente causato un'estinzione di massa, che non è avvenuta in quel lasso di tempo. La quantità di ferro sembra indicare che la supernova era a meno di 30 parsec (98 al) di distanza. D'altra parte, gli autori stimano la frequenza di supernove ad una distanza inferiore a D (per un D ragionevolmente piccolo) come intorno (D/10 pc)3 per miliardi di anni, che dà una probabilità di solo circa il 5% per una supernova esplosa entro il raggio di 30 pc negli ultimi 5 milioni di anni. Sottolineano che la probabilità può essere maggiore perché il sistema solare sta entrando nel braccio di Orione della Via Lattea.
I lampi gamma scaturiti da esplosioni di supernove "pericolosamente vicine" si verificano due o più volte per miliardo di anni, e questo evento è stato proposto come causa dell'estinzione alla fine dell'Ordoviciano, che ha provocato la morte di quasi il 60% della vita oceanica sulla Terra.
Nel 1998 un residuo di supernova, RX J0852.0-4622, fu trovato di fronte (apparentemente) al più grande residuo di supernova delle Vele. Raggi gamma provenienti dal decadimento del Titanio-44 (emivita circa 60 anni) sono stati indipendentemente scoperti come emanazione di questo residuo, dimostrando che la supernova dev'essere esplosa abbastanza di recente (forse intorno all'anno 1200), anche se non c'è registrazione storica dell'evento. Il flusso di raggi gamma e raggi X indica che la supernova era relativamente vicina a noi (forse 200 parsec (650 al)). In tal caso, si tratta di un evento inaspettato perché si stima che le supernove a meno di 200 parsec di distanza si verifichino meno di una volta ogni 100000 anni.